# Cumella forficuloides
Cumella forficuloides är en kräftdjursart som beskrevs av Mihai Bacescu och Zarui Muradian 1975. Cumella forficuloides ingår i släktet Cumella och familjen Nannastacidae. Inga underarter finns listade i Catalogue of Life.